# Медведь, Владимир Сергеевич
Владимир Сергеевич Медведь (бел. Уладзімір Сяргеевіч Мядзведзь; род. 4 октября 1999[…], Минск) — белорусский футболист, полузащитник пловдивского «Локомотива».

## Карьера
Воспитанник минского «Динамо». Взрослую карьеру начинал в мозырьской «Славии» и к сезону 2017 стал готовиться вместе с основной командой, однако в первой половине 2017 года выступал только за дубль. В июле 2017 года перебрался в новополоцкий «Нафтан». 31 июля 2017 года дебютировал в Высшей лиге, выйдя на замену в конце матча против «Слуцка» (1:0). Позже выступал за дубль новополочан, иногда выходя на замену в основной команде.
В январе 2018 года прибыли на просмотр в брестское «Динамо» и в марте подписал контракт с клубом. В сезоне 2018 выступал за дубль. За основную команду сыграл в одном матче чемпионата и в одном матче Кубка Белоруссии.
С января 2019 года находился на просмотре в «Слуцке» и в марте официально пополнил состав команды. В июле 2019 года, также будучи игроком на просмотре, стал игроком российского клуба «Ростов». Поиграв лишь на молодёжном уровне, в феврале 2020 покинул клуб.
14 октября 2020 года на правах свободного агента перешёл в Ротор из песчанокопской Чайки. 21 октября 2020 года он дебютировал за волгоградский клуб в матче Кубка России против «Крыльев Советов» (0:3), а 17 марта 2021 года дебютировал в национальном чемпионате, выйдя на замену во втором тайме в матче с «Ростовом» (0:4). В июне 2021 года он покинул команду после её вылета из Премьер-лиги.
В июле 2021 года он подписал контракт с казахским клубом «Атырау», в составе которого эпизодически появлялся на поле. В декабре покинул команду.
В марте 2022 года перешёл в грузинский клуб «Сиони». Дебютировал за клуб 19 марта 2022 года в матче против клуба «Дила», выйдя на замену в концовке матча.
В феврале 2023 года перешёл в болгарский клуб «Пирин». В январе 2024 года футболист на правах арендного соглашения присоединился к пловдивскому «Локомотиву». За полтора года провел 33 встречи, забив 1 гол. В июле 2025 года сменил клубную прописку в Болгарии: стал футболистом софийской «Славии». Это команда стала 12-й в карьере полузащитника.

## Статистика
| Сезон       | Дивизион | Клуб           | Страна          | Матчи | Голы |
| ----------- | -------- | -------------- | --------------- | ----- | ---- |
| 2017 (1)    | дубль    | Славия-Мозырь  | Флаг Беларуси   | 3     | 0    |
| 2017 (2)    | Д1       | Нафтан         | Флаг Беларуси   | 6     | 0    |
| 2018        | Д1       | Динамо-Брест   | Флаг Беларуси   | 1     | 0    |
| 2019        | Д1       | Слуцк          | Флаг Беларуси   | 4     | 0    |
| 2019/20 (1) | мол.     | Ростов         | Флаг России     | 16    | 4    |
| 2019/20 (2) | мол.     | Крылья Советов | Флаг России     | 2     | 1    |
| 2020/21     | Д1       | Ротор          | Флаг России     | 3     | 0    |
| 2021        | Д1       | Атырау         | Флаг Казахстана | 2     | 0    |
| 2022        | Д1       | Сиони          | Флаг Грузии     | 3     | 0    |